# かきょうのちきゅうせいふくにっき
『かきょうのちきゅうせいふくにっき』は、CLAMPによる日本の連載小説。公式サイトで連載されていた（『特別編』とされた2話と、こがねの話だけは、ZINE-ROM「CLAMP学園電子分校」に収録されている）。2002年に講談社から刊行された。
巻末に五十嵐さつき（現在、いがらし寒月）のインタビューや、かきょう・こがねの写真を載せた「成長記録」、作品に登場した関係者のコメントが掲載されている。

## 概要
にゃんとろ星からやってきた、猫の姿をした宇宙人のにゃんとろ・ぱにゃん・ばんてぃ。彼女の目的は地球征服だった。ただし、ここには地球征服を目論む動物型宇宙人が数多くいるらしい。地球に着いた早々、とある4人組の女性達の家へ行くことになる。これは、彼女が記した日記という形を取った作品である。

## 登場人物
にゃんとろ・ぱにゃん・ばんてぃ
通称かきょう。耳の先が外側に向いた、にゃんとろ星人。女の子。毛の色はブラウンチック・タビーで、金色の目（イラストでは点目）。通称名の由来は玖月牙暁。
にゃんとろ星人は、同じネコ型宇宙人である「ニャーニャック星人」にライバル意識を持つらしい。
こがね
途中から加わった、白いスコティッシュフォールドの猫。頭に黒い斑点がある女の子。耳がぺたんと寝ていて、しっぽの先がフック状に曲がっている。長毛種（cf.「成長記録」）。カボチャに近い金色の目。喉を鳴らすときの音が「安いモーターの音」に似ているらしい。
作中では「地球防衛軍S組」に所属するロボットで、頭にある斑点は「バーサーク（凶暴化）スイッチ」。ろりろりでちんまり。
さつき
かきょうの飼い主の一人。かきょうにコントローラーを取り付けられ、下僕にされる。本作の著者にして、五十嵐さつきに似ている。
岡崎武士
漫画家・イラストレーター。飼い猫の鳶を預けに来る。鳶は、作中ではにゃんとろ星人とライバル関係の「ニャーニャック星人」。
山谷奈久留、山之内秀樹
講談社勤務。山谷は猫好き、山之内は酒好きでCLAMPの担当編集者の1人。
三原一郎
アリカ勤務。CLAMPメンバーの友人の一人。
小林真文
漫画家。長男・虎太郎を連れて登場。
寺田克也
漫画家・イラストレーター。かきょうは間近で見た彼の顔に驚いたのか、プリンターから落ちている。
山崎貴
映画監督。寺田克也とともにCLAMPの仕事場へ来た1人。「こがねのちきゅうぼうえいにっき」では司令。
佐藤嗣麻子
映画監督。寺田克也とともにCLAMPの仕事場に来た1人。

## 備考
モデルとなったかきょうは2012年3月19日、こがねは2013年11月18日に、それぞれ17歳および16歳で死んだ。

## 書誌情報
- CLAMP 『かきょうのちきゅうせいふくにっき』 講談社、2002年5月30日発行、ISBN 4-06-330168-0